# Флорешть (Ботошань)
Флорешть, Флорешті (рум. Florești) — село у повіті Ботошані в Румунії. Входить до складу комуни Тодірень.
Село розташоване на відстані 362 км на північ від Бухареста, 37 км на схід від Ботошань, 61 км на північний захід від Ясс.

## Населення
За даними перепису населення 2002 року у селі проживала 41 особа, усі — румуни. Усі жителі села рідною мовою назвали румунську.